# Enrique Núñez Castelo
Enrique Núñez-Castelo, también escrito Núñez Castelo (Valdepeñas (Ciudad Real); 1??? –París; 1???) fue un pintor, dibujante y poeta español de la llamada segunda Escuela de Vallecas, reunida en el Madrid de la posguerra española en torno al paisajista manchego Benjamín Palencia. Como poeta frecuentó los círculos postistas de Eduardo Chicharro y Carlos Edmundo de Ory.

## Trayectoria
Francisco San José, a quien Núñez-Castelo había conocido en 1931 en la Escuela Superior de Comercio de Madrid, le describe en sus Memorias como un "muchacho taciturno y 'empollón', muy pálido y que siempre terminaba los cursos con sobresaliente". Núñez-Castelo, o como el gustaba firmar Enrice, fue uno de los ejemplos más románticos del manifiesto fatalismo de "generación maldita" que acompañó a los componentes de la segunda Escuela de Vallecas, conocida familiarmente entre sus integrantes como "El Convivio" y desmantelada hacia 1942. Su muerte parisina en la absoluta misera, como un clochard más de la viaja capital de los pintores vanguardistas, lo pone a la cabeza de los desafortunados del grupo vallecano, junto a Luis Castellanos (muerto de tuberculosis a sus 30 años) y Carlos Pascual de Lara (fallecido a los 35 años de edad). Con ellos, y en su fatalidad, estuvieron también Álvaro Delgado que sobrevivió a un tifus de posguerra, Gregorio del Olmo, que en su experiencia vallecana superó una recalcitrante sarna, y que años después falleció en accidente de circulación en el mejor momento de su vida artística, a los 56 años, y el aludido Francisco San José que logró superar una tuberculosis. 
En la difícil coyuntura cultural de la posguerra española aparece en la tertulia que Ramón de Garciasol convocaba al inicio de la década de 1950 en el Ateneo de Madrid (junto a Jorge Campos, Lauro Olmo, Rafael Millán o José María Cabezalí); o bien en lecturas domésticas rodeadas de secretismo juvenil organizadas por los "postistas" Chicharro y Carlos Edmundo de Ory; o relacionado con Vicente Aleixandre y Miguel Labordeta en la dedicatoria que un joven Antonio Fernández Molina hace de su libro El cuello cercenado (1955).
Se conservan, muy dispersos, ejemplos de su trabajo como ilustrador, en libros, por ejemplo, de Gerardo Diego, Ángel Crespo, Leopoldo de Luis, Medardo Fraile; ha quedado noticia también de al menos una exposición individual de gouaches y dibujos en 1952, en la galería Buchholz de Madrid, punto de partida de la llamada Escuela de Madrid.